# Matraman (Dżakarta Wschodnia)
Matraman – dzielnica Dżakarty Wschodniej. 

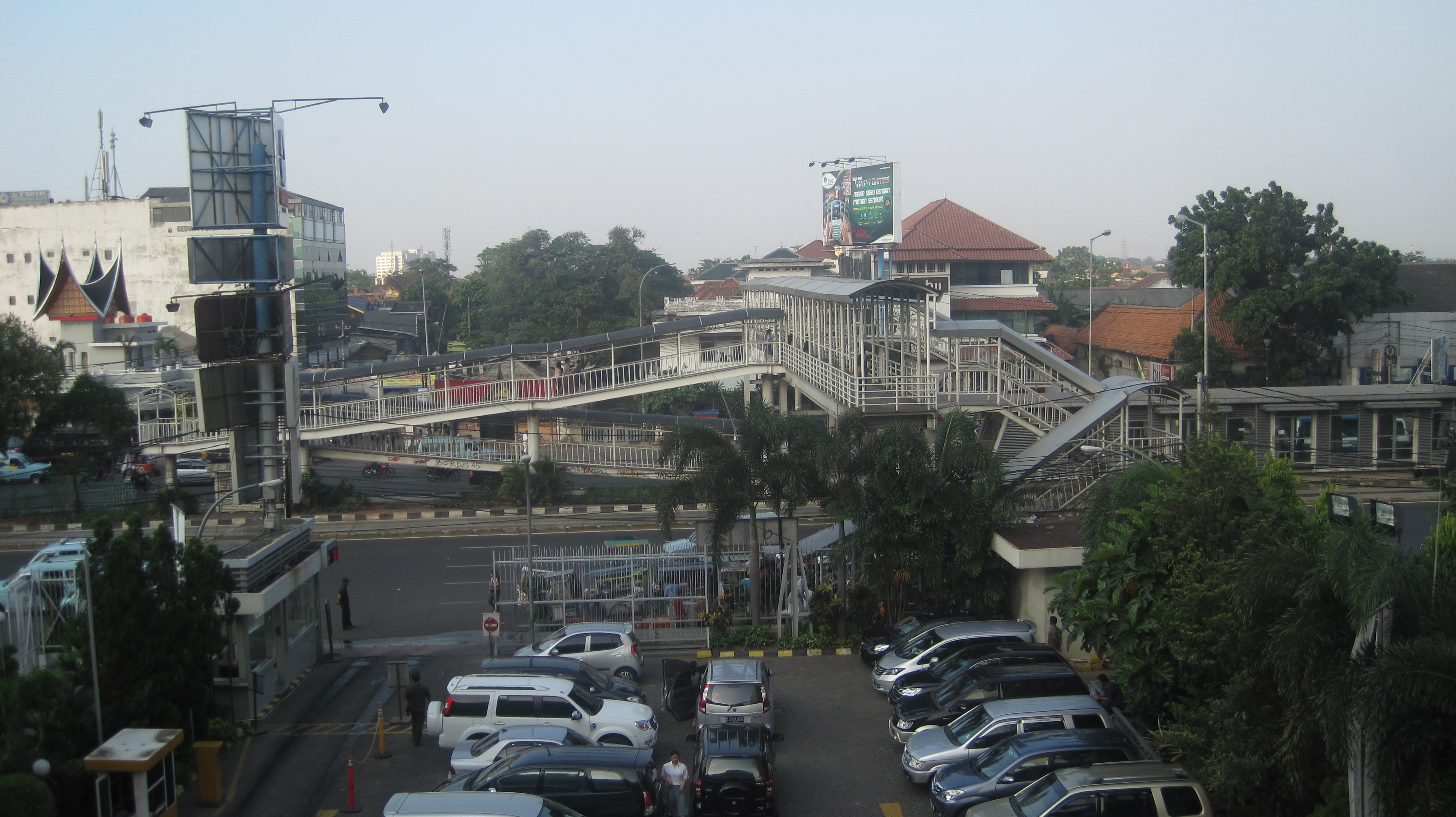
Ulica Matraman Raya

## Podział
W skład dzielnicy wchodzi sześć gmin (kelurahan):
- Pisangan Baru  – kod pocztowy 13110
- Utan Kayu Selatan – kod pocztowy 13120
- Utan Kayu Utara – kod pocztowy 13120
- Kayu Manis – kod pocztowy 13130
- Pal Meriam – kod pocztowy 13140
- Kebon Manggis – kod pocztowy 13150